# 世相ホットライン ハイ!竹村健一です
『世相ホットライン ハイ!竹村健一です』（せそうホットライン はい たけむらけんいちです）は、1982年4月から2010年4月4日まで文化放送をキーステーションに、毎週日曜日にNRNで放送されていたラジオ番組である。
電気事業連合会が一社提供していた情報番組（クレジット紹介はなく、PT扱い。末期は原子力広報が中心）で、電気事業連合会加盟電力会社の本社所在地のNRN各局にネットされていたが、沖縄電力は電気事業連合会へに加盟が比較的新しいため、本社があった沖縄県では放送されなかった。但し、放送開始当初から2000年3月までは、「この番組は全国9つの電力会社がお送りします（しました）」という提供読みがあった。

## 概要
初期には月 - 金曜の10分帯番組として午後のワイド番組「細田勝のしあわせワイド」→「ダイナミックレーダー 歌謡ヒットパレード」→「梶原茂のラジオで大繁盛! お昼の歌謡スタジオ」で放送されていたが、1985年10月に日曜夕方に移動、半年後には日曜昼に移動し、1988年4月より日曜朝に移動。2004年5月には放送2000回を迎えた。
番組の冒頭には「いま最もトレンディーな話題を、各ジャンルの第一人者のゲストにお話をしていただく、竹村健一のズバリ対談」とのナレーションがあったように、今話題になっている人・物・事柄について各界の関係者をゲストに迎え、評論家の竹村健一とともにトークを繰り広げていた。最後のアシスタントは文化放送の鈴木純子アナウンサー。
テーマ曲は「ル・ローヌ」。
長寿番組の一つであったが、竹村の高齢化に伴い、2010年4月4日分をもって27年の歴史に幕を下ろした。

## 放送時間
全局とも毎週日曜日に放送。◇=2008年3月まで竹村が生出演していた『報道2001』（フジテレビ系列）と同じ時間帯に当番組を放送していた局。
- 文化放送（東京電力管轄）- 7:00 - 7:30
- STVラジオ（北海道電力管轄）- 7:30 - 8:00◇
- 東北放送（東北電力管轄）- 9:30 - 10:00
- 北日本放送（北陸電力管轄）- 9:00 - 9:30
- 東海ラジオ（中部電力管轄）- 9:00 - 9:30
- ラジオ大阪（関西電力管轄）- 9:00 - 9:30
- 中国放送（中国電力管轄）- 7:30 - 8:00◇
- 西日本放送（四国電力管轄）- 9:00 - 9:30
- KBCラジオ（九州電力管轄）- 8:30 - 9:00◇

## 当番組終了後の電気事業連合会提供番組
- 当番組終了後から7ヶ月弱、動きがなかったが、2010年11月23日（勤労感謝の日）の8:30 - 11:00まで、文化放送をキーステーションにして、電気事業連合会提供の特別番組を放送することが決まった。この番組はNRNのネット局にも、一部、時差送出などで放送されている（沖縄県=沖縄電力のエリアにも、JRN系の琉球放送（RBCラジオ）を通じて放送されることになっている）。毎回、勝間和代が出演していた。
- 2010年度は、2011年1月10日（成人の日）にも放送され、3月21日にも放送が予定されていたが、東日本大震災（2011年3月11日の14時46分に発生した東北地方太平洋沖を震源とする大地震）の甚大な被害と東京電力管内の計画停電などの影響によりそれ以降、特番の制作と放送を全て見合わせている。
- その後9年近く広告を見合わせていたが東京電力が2018年頃より東京電力パワーグリッドを存続会社にしたのを受けて2019年より企業広告を再開したのに伴い電気事業連合会も2020年より意見広告として不定期スポットで広告を時折流している。

## 竹村と電気事業連合会の関係
- 当番組が始まるさらに1年前に文化放送の制作で平日の24時台前半に「竹村健一のプレス&ピープル」を深夜の帯番組で提供していたことが縁で長きに渡り提供していたと見られる[3]。